# Église Saint-Firmin d'Amiens
L'église saint Firmin-le-Martyr est une église située à Amiens, dans le département de la Somme, dans le faubourg de Hem, ancien quartier ouvrier de l'ouest de la ville, à proximité de l'actuel zoo d'Amiens.

## Historique
L'église Saint-Firmin est la dernière des quatre églises néo-classiques construites à Amiens dans le second quart du XIXe siècle, sur les plans d'François-Auguste Cheussey. Elle fut placée sous le vocable de saint Firmin, premier évêque d'Amiens selon la tradition catholique.
C'est l'évêque d'Amiens qui fut à l'initiative de la construction de cette église de 1841 à 1843; il en fit don, en 1844, à la ville d'Amiens. Une école de filles et un presbytère furent construits en 1846. En 1859, deux portes latérales de chaque côté du portail central de la façade furent percées. En 1883, on effectua des réparations aux combles et aux voûtes, on consolida les fermes de la nef et les cintres des portes d'entrée. De 1919 à 1927, l'architecte Vivien dirigea la restauration de l'église. La base des murs fut consolidée par un chaînage.
Un projet de transformation de l'édifice en vivarium rattaché au zoo d'Amiens est à l'étude depuis 2011.

## Caractéristiques
L´église de style néo-classique fut construite en brique et couverte d'ardoises. L'édifice est composé d'une nef allongée avec deux bas-côtés et un chevet semi-circulaire. L´entablement du porche repose sur deux colonnes à chapiteaux corinthiens surmontées d´un fronton triangulaire à volutes et d'une croix. Deux pilastres à chapiteaux corinthiens encadrent les angles du corps de bâtiment principal. Ils supportent un entablement et un fronton triangulaire. Un clocher rectangulaire surmonte le portail central.
La nef est couverte d´une fausse voûte en berceau, elle est éclairée indirectement par les baies des bas-côtés dont elle est séparée par des arcades cintrées.
Les murs intérieurs de l'église sont décorés de moulures de stuc.
La chaire à prêcher du XVIIe siècle provient de l´ancienne église Sainte-Anne. Le maître-autel et la grille du chœur Louis XV du XVIIIe siècle, les stalles et la chaire du XVIIe siècle proviennent de l'ancienne église Saint-Jacques.
L'orgue a été détruit durant la Première Guerre mondiale a été reconstruit par Félix Van den Brande dans les années 1920.